# جيري سفوبودا (لاعب كرة طائرة)
جيري سفوبودا (19 أبريل 1941 في التشيك - ) هو لاعب كرة طائرة تشيكوسلوفاكيا (وحمل سابقاً جنسية تشيكوسلوفاكيا). شارك في الألعاب الأولمبية الصيفية 1968.

## وصلات خارجية
- جيري سفوبودا على موقع أوليمبيديا (الإنجليزية)
- جيري سفوبودا على موقع اللجنة الأولمبية التشيكية (التشيكية)